# 平田健正
平田 健正（ひらた たてまさ、1950年 - ）は、日本の環境学者。専門は環境水理学。国立大学法人和歌山大学理事・副学長を経て、放送大学和歌山学習センター所長・特任教授を歴任した。
有害化学物質に汚染された水環境を修復する技術の開発と評価を研究しており、いくつかの水や土壌等の汚染問題に関する委員会のリーダーを務める。

## 略歴

### 学歴
- 1973年　大阪大学工学部土木工学科卒業
- 1975年　大阪大学大学院工学研究科土木工学専攻修了
- 1983年　大阪大学　工学博士　「内部重力波の基本特性と砕波機構に関する基礎的研究 」

### 職歴
- 1975年　大阪大学工学部土木工学科第2講座（水理学・河川工学）助手 ・文部教官
- 1980年　環境庁国立公害研究所水質土壌環境部水質環境計画研究室研究員
- 1986年　同 主任研究員
- 1994年　環境庁国立環境研究所地域環境研究グループ水改善手法研究チーム総合研究官
- 1995年　和歌山大学システム工学部　環境システム学科教授
- 1999年　和歌山大学評議員
- 2001年　和歌山大学副学長
- 2003年　和歌山大学システム工学部長
- 2009年　国立大学法人和歌山大学理事（教育、入試、学生支援担当）、和歌山大学副学長
- 2015年　放送大学和歌山学習センター所長・特任教授（2021年3月 定年退職）

## 主要著書
- 地下環境での多相流と輸送現象―現象理解の基礎から数値解析まで（シュプリンガーフェアラーク東京）
- 土壌汚染と対応の実務（オーム社）
- 土壌圏の管理技術（コロナ社）
- 地圏の環境（東京電機大学出版局）
- 土壌・地下水汚染と対策（日本環境測定分析協会）
- 土壌・地下水汚染の原位置浄化技術（シーエムシー出版）

## 社会貢献活動

### 委員会活動
- 中央環境審議会 土壌農薬部会 土壌汚染技術基準等専門委員会（環境省）
- 国内における毒ガス弾等に関する総合調査検討会（環境省）
- 自然環境保全対策協議会座長（国土交通省）
- 豊洲新市場予定地における 土壌汚染対策等に関する専門家会議座長（東京都）
- 遠矢浜北側水域ダイオキシン類対策検討委員会座長（神戸市）
- 地下水・土壌汚染とその防止対策に関する研究集会実行委員会委員長（第12回）
- OAP土壌地下水汚染の対策に関する技術評価検討会座長

### 講演活動
- 地下水及び市街地土壌汚染問題（環境省）
- 有機ヒ素等有害物質による地下水汚染（環境ホルモン学会）
- 水質・水量からみた健全なる地下水循環を求めて（地下水学会）
- 土壌・地下水汚染問題の現状と課題（おおさかATCグリーンエコプラザ）

### 受賞歴
- 環境省平成19年度環境保全功労者

## 所属学会等
- 土木学会
- 日本地下水学会
- 日本水環境学会
- 地盤工学会
- 国際水理学会